# Eilema squamata
Eilema squamata là một loài bướm đêm thuộc phân họ Arctiinae, họ Erebidae.